# Lễ hội Nhật Bản
- Ngày 1 tháng 1: Ngày đầu năm mới. Từ ngày 1 đến ngày 3, hầu như tất cả các công y, nhà xưởng và các cơ sở kinh doanh đều nghỉ. Các gia đình chào mừng Năm mới bằng cách nấu nướng cùng nhau thưởng thức các món ăn đặc biệt, mặc kimono hoặc những trang phục đẹp nhất và đi viếng chùa chiền hoặc đền thờ để cầu nguyện một năm mới nhiều sức khỏe và hạnh phúc.

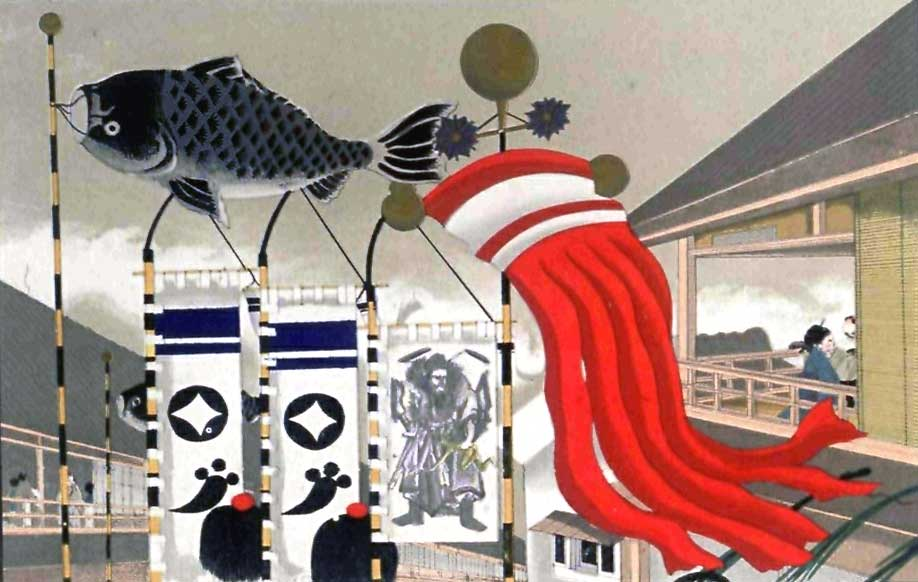
Lễ hội dành cho trẻ em Nhật Bản

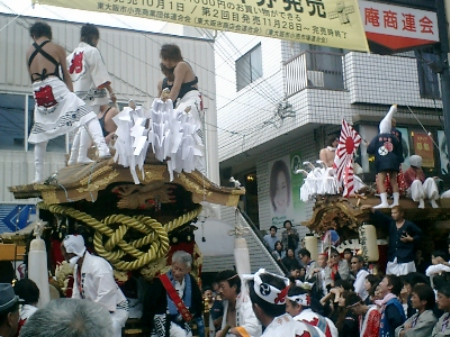
Lễ hội mùa thu Nhật Bản

- Ngày 6 tháng 1: Lễ hội Dezomeshiki hay Diễu binh năm mới của lính cứu hỏa ở Tokyo với các pha nhào lộn nguy hiểm trên thang cao.
- Giữa tháng 1 (15 ngày): Thi đấu Sumo lần 1 ở Tokyo.
- Thứ bảy tuần thứ tư của tháng 1: Lễ đốt cỏ trên núi Wakakusa, Nara.
- 7 ngày đầu tháng 2: Lễ hội Tuyết tại Sapporo, Hokkaido. Đây là lễ hội tuyết nổi tiếng nhất tại Nhật Bản với nhiều tuyệt tác điêu khắc bằng tuyết và băng khổng lồ.
- Đầu hoặc giữa tháng 2: Lễ hội Tuyết tại Asahikawa, Abashiri và các thành phố khác tại Hokkaido.
- Ngày 3 hoặc 4 tháng 2: Lễ hội Setsubun hay còn gọi là lễ hội Ném Đậu ở các ngôi chùa hàng đầu trên toàn quốc.
- Ngày 3 hoặc 4 tháng 2: Lễ hội Lồng đèn của Đền Kasuga, Nara.
- Ngày 15 -16 tháng 2: Lễ hội Kamakura ở Yokote, Akita. Mọi người làm các ngôi nhà từ tuyết và thờ Thần Nước bên trong.
- Ngày 17 tháng 2: Lễ hội lồng đèn tại Yokote, Akita. Hàng chục lồng đèn tượng trưng cho Thần Sáng tạo được thực hiện bởi những người đàn ông trẻ.
- Thứ bảy tuần thứ ba của tháng 2: Lễ hội Eyo hoặc Lễ hội Hadaka (lễ hội khỏa thân) tại Chùa Saidaiji, Okayama.

Các lễ hội Nhật Bản từ tháng 9 đến tháng 11:
- Ngày 15 tháng 9: Thi đấu Sumo lần thứ 5 ở Tokyo.
- Ngày 7-9 tháng 10: Lễ hội Takayama của đền Hachimangu nổi tiếng với đoàn thuyền diễu hành đầy màu sắc rực rỡ.
- Giữa tháng 10: Lễ hội thành phố Nagoya nổi tiếng với cuộc diễu hành chân dung ba lãnh chúa thời phong kiến được khắc họa lộng lẫy.
- Ngày 14-15 tháng 10: Lễ hội Kenka Matsuri hay còn gọi là lễ hội "Đánh nhau" của đền Matsubara ở Himeji và đặt đến sự sôi động đỉnh điểm vào ngày 15.
- Giữa tháng 10 - giữa tháng 11: Triển lãm hoa cúc tại Đền Meiji và Chùa Asakusa Kannon ở Tokyo.
- Ngày 17 tháng 10: Lễ hội Mùa thu của Đền Toshogu ở Nikko, với cuộc diễu hành kiệu được tháp tùng bởi các thuộc hạ mặc áo giáp.
- Ngày 22 tháng 10: Lễ hội Jidai Matsuri hay còn gọi là Lễ hội Kỷ nguyên của Đền Heian là một trong ba lễ hội lớn nhất Kyoto.
- Ngày 22 tháng 10: Lễ hội Lửa của đền Yuki, núi Kurama, Kyoto, với hàng dài ngọn đuốc được thắp sáng dọc theo lối vào ngôi đền.
- Ngày 2-4 tháng 11: Lễ hội Okunchi của Đền Karatsu ở Saga phổ biến với đoàn thuyền diễu hành đầy màu sắc.
- Ngày 3 tháng 11: Lễ hội Daimyo Gyoretsu ở Hakone là một nghi lễ rước vua chúa thời phong kiến.
- Giữa tháng 11: Lễ hội Tori-no-ichi hoặc Lễ hội Rake Fair của Đền Otori tại vùng Kanto.
- Giữa tháng 11 (15 ngày): Thi đấu Sumo lần 6 ở Fukuoka.
- Ngày 15 tháng 11: Lễ hội Shichi-go-san(7-5-3) là ngày các ông bố bà mẹ dẫn những đứa con 7,5 hay 3 tuổi đến các ngôi chùa, đền cổ để cám ơn các thần hộ mệnh và xin được chúc phúc.
- Ngày 15-18 tháng 12: Lễ hội On-matsuri của đền Kasuga ở Nara với một đám rước đeo mặt nạ.
- Ngày 17-19 tháng 12: Lễ hội Hagoita-ichi (Hội chợ Vợt cầu lông) của chùa Asakusa Kannon ở Tokyo.
- Ngày 31 tháng 12: Lễ hội Okera Mairi của đền Yasaka ở Tyoto. Lễ hội đốt lửa thiêng.
- Ngày 31 tháng 12: Lễ hội Namahage ở bán đảo Oga Peninsula, tỉnh Akita. Đàn ông cải trang thành ma quỷ gõ cửa từng nhà có trẻ em.